# Fátima de Araújo Loureiro
Fátima Cristina de Araújo Loureiro (Rio de Janeiro, 17 de junho de 1969) é uma jogadora de handebol brasileira.
Ela representou o Brasil nos Jogos Olímpicos de 2000, realizados em Sydney, na Austrália, onde o Brasil terminou na 8.ª colocação.